# Ringespænding
Ringespændingen på en (analog) telefonlinje er den vekselspænding, der sendes fra telefoncentralen til B-abonnenten (den, der modtager et opkald) når telefonen skal ringe. Denne spændings effektivværdi ligger typisk på 90-110 volt. Frekvensen er typisk 25 Hz. Blotlagte telefonlinjer udgør normalt ingen berøringsfare, men modtages et opkald under montage af et stik, undgår det ikke ens opmærksomhed.
Ringespændingen sendes i korte pulser og bevirker at telefonens klokkekredsløb får telefonen til at ringe. I gamle apparater var klokkekredsløbet opbygget som en såkaldt vekselstrømsklokke med elektromagnet, anker og en eller to klokkeskåle. I nyere telefoner bliver spændingen ensrettet i en diodebro og detekteret, så telefonapparatets elektroniske ringekredsløb aktiveres.
Der er ingen ringespænding på en digital telefonlinje, da al signalering mellem central og telefon foregår i pulstog. Telefonen dekoder selv ringeinformationerne og aktiverer ringekredsløbet.